# فرودگاه بین‌المللی ادیسومارمو
فرودگاه بین‌المللی ادیسومارمو (به انگلیسی: Adisumarmo International Airport) یک فرودگاه نظامی با کد یاتا SOC است که یک باند فرود آسفالت دارد و طول باند آن ۲۶۰۰ متر است. این فرودگاه در کشور اندونزی قرار دارد و در ارتفاع ۱۲۸ متری از سطح دریا واقع شده‌است.

## شرکت‌های هواپیمایی و مقصدهای پروازی
| شرکت‌های هواپیمایی    | مقصدهای پروازی |
| -------------------- | --- |
| ایرآسیا              | کوالالامپور |
| ایرفست اندونزی       | چارتر: تیمیکا |
| باتیک ایر            | حلیم پرداناکوسوما |
| سیتیلینک             | حلیم پرداناکوسوما |
| گارودا ایندونزیا     | سوئکارنو-هتا، ملک عبدالعزیز |
| اندونزی ایرآسیا ایکس | انگوراه رای |
| لاین ایر             | سلطان آجی محمد سلیمان، رادین اینتن دوم (آغاز از ۱۲ نوامبر ۲۰۱۷), سیامسودین نور، هنگ نادیم، انگوراه رای، سوئکارنو-هتا، لومبک، سلطان حسن‌الدین، کوالا نامو (آغاز از ۱۲ نوامبر ۲۰۱۷)، مینانگکابو (آغاز از ۱۲ نوامبر ۲۰۱۷), تیلیک ریووت، سلطان محمود بدرالدین دوم |
| Nam Air              | سوئکارنو-هتا |
| Sriwijaya Air        | سوئکارنو-هتا |
| وینگز ایر            | رادین اینتن دوم، حسین ساسترانگارا، سیامسودین نور، جواندا |

1. ↑  گارودا ایندونزیا flight from Surakarta to Jeddah includes a stop-over at Banda Aceh. However, گارودا ایندونزیا does not have rights to transport passengers solely between Surakarta and Banda Aceh.